# Тия (XX династия)
Тия (егип. Tjj) — второстепенная жена древнеегипетского фараона Рамсеса III из XX династии, активная участница «заговора в гареме», преследующая цель возвести на трон своего сына Пентаура в обход законного наследника Рамсеса (будущего Рамсеса IV).

## Биография
О царице известно из «Туринского судебного папируса» по делу «заговора в гареме», в котором были замешаны многие высокопоставленные служащие, женщины в гареме и приближённые фараона. Ведущими фигурантами заговора выступили царица Тия и камергер Пабеккамон. Их ближайшими помощниками были виночерпий Меседсура, служитель гарема Паник и писец из царского гарема Пендую. Заговорщики поддерживали переписку с заинтересованными в свержении фараона военачальниками и надсмотрщиками рабочих. Среди них главный нубийский лучник Бонемвез (Бинемуасет), чья сестра жила в гареме. Он и высокопоставленный офицер Пасаи планировали поднять войска после убийства фараона, чтобы не допустить Рамсеса IV к власти. Также заговорщики прибегли к тёмной магии — изготовляли «магические свитки для препятствования и устрашения», лепили «богов и людей из воска для ослабления тел».
Заговорщикам удалось убить фараона. Рамсес III скончался на 32 году своего правления (3 месяц шему, 15 день). Однако преступников схватили, учинили суд. 28 виновных приговорены к смертной казни, а 10 — к самоубийству. Какое наказание понесла царица Тии, в документе не уточняется. Пентаура судьи приговорили к самоубийству.